# Invicta FC 6
Invicta FC 6: Coenen vs. Cyborg II é um evento de artes marciais mistas promovido pelo Invicta Fighting Championships, será realizado no dia 13 de julho de 2013 no Memorial Hall em Kansas City, Kansas.

## Background
O evento é esperado para ter no evento principal Marloes Coenen vs. Cristiane Santos para coroar a primeira Campeã Peso Pena do Invicta FC. Também foi constatado que a vencedora entre Leslie Smith e Jennifer Maia terá uma chance de enfrentar a Campeã Peso Mosca do Barb Honchak. A luta entre Charmaine Tweet e Ediane Gomes determinará quem terá a primeiro title shot contra a vencedora do evento principal.
O evento irá ao ar em cabo e satélite via pay-per-view nos Estados Unidos e Canadá em adicional do PPV online, a promoção chegou a um acordo com a Integrated Sports Media ao vivo às 21:00 ET – 18:00 PT em cabo e satélite pay-per-view via iN Demand, DISH, Avail-TVN nos Estados Unidos e Bell TV no Canada, por um preço sugerido de $14.95.
Livia von Plettenberg era esperada para lutar contra Laura Sanko, porém Sanko retirou-se da luta em 26 de Abril devido a uma gravidez. Ela foi substituída por Cassie Robb. Em 4 de Junho, Carla Esparza se retirou de sua defesa do Título Peso Palha devido a uma lesão no joelho e foi substituída por Claudia Gadelha, que originalmente enfrentaria Joanne Calderwood. Calderwood foi colocada para enfrentar Sarah Schneider. Em 23 de Junho, Schneider também se retirou da luta por causa de uma lesão e foi substituída por Norma Rueda Center. Em 26 de Junho, Julia Budd se retirou da luta contra Ediane Gomes devido a uma lesão e foi substituída por Charmaine Tweet. Porém em 10 de Julho, Tweet anunciou que ela era incapaz de lutar devido a problemas com o visto e foi substituída por Tamikka Brents há apenas três dias do evento.

## Card Oficial
Pelo Cinturão Peso Pena Inaugural do Invicta FC.
Pela chance de disputar o Título dos Palhas.
Pela chance de disputar o Título dos Moscas.

## Ligações Externas
- sherdog.com/